# Joaquim Rolão Preto
Joaquim José Correia Rolão Preto (Soalheira, Fundão, Portugal, 5 de novembro de 1959) é um treinador de futebol português. Atualmente é coordenador esportivo do Torreense.

## Família
Filho de Francisco António Godinho Boavida Rolão Preto (Fundão, Soalheira) e de sua mulher Maria Isabel Correia da Silva Mendes e neto paterno de Francisco de Barcelos Rolão Preto e de sua mulher Amália de Brito Boavida Godinho.

## Biografia
Foi treinador-adjunto de László Bölöni no Sporting Clube de Portugal entre 2001 e 2003, tendo-se transferido depois, sempre como adjunto, para o Stade Rennais Football Club, de França, de 2003 a 2006, e mais tarde para o Association Sportive de Monaco Football Club, entre Setembro e Outubro de 2006, após o que ingressou no Al-Jazira Club de Abu Dhabi, dos Emirados Árabes Unidos, entre Abril de 2007 e Junho de 2008, no Standard de Liège, da Bélgica, de Junho de 2008 a Fevereiro de 2010, no Al-Wahda Sports Cultural Club, novamente nos Emirados Árabes Unidos, de Maio de 2010 a Setembro de 2010, e no Panthessalonikeios Athlitikos Omilos Konstantinoupoliton - PAOK de Salónica, da Grécia.
Em fevereiro de 2020, foi anunciado como novo adjunto do Portimonense.